# Jean Mouroux
 (février 2018).
Si vous disposez d'ouvrages ou d'articles de référence ou si vous connaissez des sites web de qualité traitant du thème abordé ici, merci de compléter l'article en donnant les références utiles à sa vérifiabilité et en les liant à la section « Notes et références ».
Jean Mouroux, né le 16 mars 1901 à Dijon, où il est décédé le 14 octobre 1973, est un prêtre catholique français du diocèse de Dijon et un théologien qui a eu une grande influence dans les années 1950.

## Biographie
Prêtre du diocèse de Dijon, Jean Mouroux a joué un rôle fondamental dans la recherche d’une anthropologie chrétienne pour notre époque. Un premier ouvrage, Le sens chrétien de l’homme, paru en 1943, connut un énorme succès de lecture dans les séminaires et universités. Dans la mouvance de l’humanisme chrétien, il tente de montrer que le christianisme n’est pas une doctrine étrangère à l’homme, mais que « le mystère chrétien est tout ruisselant de l’amitié divine pour l’homme, qu’il est capable de la sauver en le divinisant ». Bien avant le Concile, ce livre, ainsi que L’expérience chrétienne (1952) devait ouvrir plusieurs pistes à la réflexion théologique, éthique et pastorale. Il a été brièvement expert au Concile Vatican II.
Il eut une influence sur des théologiens comme Hans-Urs von Balthasar dans sa définition de l'expérience de foi, et sur Henri Bourgeois dans la recherche sur l'identité chrétienne.

## Écrits
- Sens chrétien de l’homme. Paris 1945 (Aubier, coll. Théologie 6).
- L’Expérience chrétienne. Introduction à une théologie. Paris 1952 (Aubier, coll. AubieThéologie 26).
- Le Mystère du temps. Approche théologique. Paris 1962 (r, coll. Théologie 50).
- Je crois en Toi; la rencontre avec le Dieu vivant, Paris, Le Cerf, 1965 (coll.: Foi vivante)